# Maxomys wattsi
Il ratto spinoso sulawesiano di Watts (Maxomys wattsi  Musser, 1991) è un roditore della famiglia dei Muridi, diffuso sull'Isola di Sulawesi.

## Descrizione
Roditore di medie dimensioni, con lunghezza della testa e del corpo tra 164 e 185 mm, la lunghezza della coda tra 125 e 154 mm, la lunghezza del piede tra 35 e 38 mm e la lunghezza delle orecchie tra 20 e 25 mm.
La pelliccia è lunga, densa, soffice e senza peli spinosi. Il colore delle parti superiori è marrone scuro, bruno-grigiastro lungo i fianchi. Le orecchie sono marrone scuro, ricoperte finemente di piccoli peli. Le parti ventrali sono bianco-grigiastre. Le mani sono prive di pigmento, mentre i piedi sono bianchi e relativamente allungati. La coda è più corta della testa e del corpo ed è marrone sopra e bianca inferiormente. sono presenti 13-14 anelli di scaglie, ognuna corredata da tre peli. Le femmine hanno un paio di mammelle pettorali, un paio post-ascellari e due paia inguinali.

## Biologia

### Comportamento
È una specie terricola.

## Distribuzione e habitat
Questa specie è conosciuta soltanto da 11 individui catturati sul Monte Tambusisi, nella parte centrale dell'Isola di Sulawesi.
Vive nelle foreste montane tra 1.430 e 1.830 metri di altitudine.

## Conservazione
La IUCN Red List, considerato che è conosciuta solo in una località, e il suo habitat è in declino, classifica M.wattsi come specie in pericolo (EN).